# Infulatartessus hibernia
Infulatartessus hibernia är en insektsart som beskrevs av Evans 1981. Infulatartessus hibernia ingår i släktet Infulatartessus och familjen dvärgstritar. Inga underarter finns listade i Catalogue of Life.